# Tounfalis
Tounfalis est un village du Niger, dans la commune urbaine de Filingué, dans le département du même nom. Le village étant situé à l'entrée de la ville de Filingué, les deux entités ont fini par s'assembler.

## Géographie
Le village est situé dans la vallée de Dallol Bosso, desservi par la route nationale RN25 (axe Niamey-Filingué) à 179 km au nord-est de Niamey, capitale du Niger.

## Histoire

### Création au XIXe siècle
Le village est créé dans la deuxième moitié du XIXe siècle, dans un contexte de réduction des territoires du pastoralisme, et d'extension des territoires agricoles. L'espace occupé par les pasteurs nomades se situe surtout au nord du pays, celui occupé par les cultivateurs sédentaires, surtout au sud, et Tounfalis à la "frontière" entre les deux. Des hameaux de culture apparaissent au sud et progressivement deviennent des villages.

### Incidents liés à la colonisation
En 1897, le roi du Diolof, Ali Bori, traverse cette région parce qu'il fuit devant les troupes françaises. Selon une tradition orale, "LesFutawa qui viennent du Sénégal atteignent l'Imanan durant la chefferie de Mazuauque. Ils proposent une alliance pour attaquer les Kughfeyawa de Tounfalis dont le chef est Gumbi". Les Futuwa alliés à Touareg auraient alors mis à sac Filingué. Toutefois selon l'historien Henri Guillaume, les administrateurs français parlent d'une défaite pour Ali Bori et ses troupes, qui auraient été massacrées après la prise de Tounfalis et l'arrivée à Filingué.

### Migration
Les premiers habitants du village de Tounfalis s'installent au pied d'une falaise,.
Pendant la famine de 1900-1903, Tounfalis se déplace au centre du Dallol ; ce mouvement de population est sans doute favorisé par la fondation du poste de Filingué en 1901, selon le géographe Xavier Bernier, spécialiste des mobilités.

### Action gouvernementale dès les années 1980
Le gouvernement nigérien développe depuis les années 1980 un programme favorisant les cultures de contre-saison à Tounfalis comme à Filingué, Bakin, Toulou, Dinkilmi, Tidiba, Tanchiley, Wella, N'Goubara, Abala, Chimbarkawane, Kourfa et Tigezefen Rahi. L'objectif est de permettre aux habitants de demeurer au village même pendant la saison sèche, et de diversifier leur alimentation.

## Démographie
Le village comptait 3230 habitants lors du recensement de 1988.